# Palo (Iowa)
Palo és una població dels Estats Units a l'estat d'Iowa. Segons el cens del 2000 tenia 614 habitants.

## Demografia
Segons el cens del 2000, Palo tenia 614 habitants, 247 habitatges, i 170 famílies. La densitat de població era de 189,7 habitants/km².
Dels 247 habitatges en un 28,3% hi vivien nens de menys de 18 anys, en un 61,5% hi vivien parelles casades, en un 4% dones solteres, i en un 30,8% no eren unitats familiars. En el 23,1% dels habitatges hi vivien persones soles el 8,9% de les quals corresponia a persones de 65 anys o més que vivien soles. El nombre mitjà de persones vivint en cada habitatge era de 2,49 i el nombre mitjà de persones que vivien en cada família era de 2,94.
Per edats la població es repartia de la següent manera: un 25,1% tenia menys de 18 anys, un 5,7% entre 18 i 24, un 31,6% entre 25 i 44, un 28,3% de 45 a 60 i un 9,3% 65 anys o més.
L'edat mediana era de 38 anys. Per cada 100 dones de 18 o més anys hi havia 99,1 homes.
La renda mediana per habitatge era de 53.558 $ i la renda mediana per família de 58.571 $. Els homes tenien una renda mediana de 39.167 $ mentre que les dones 24.044 $. La renda per capita de la població era de 21.429 $. Entorn de l'1,1% de les famílies i el 4,6% de la població estaven per davall del llindar de pobresa.

## Poblacions més properes
El següent diagrama mostra les poblacions més properes.